# Skaugumsåsen

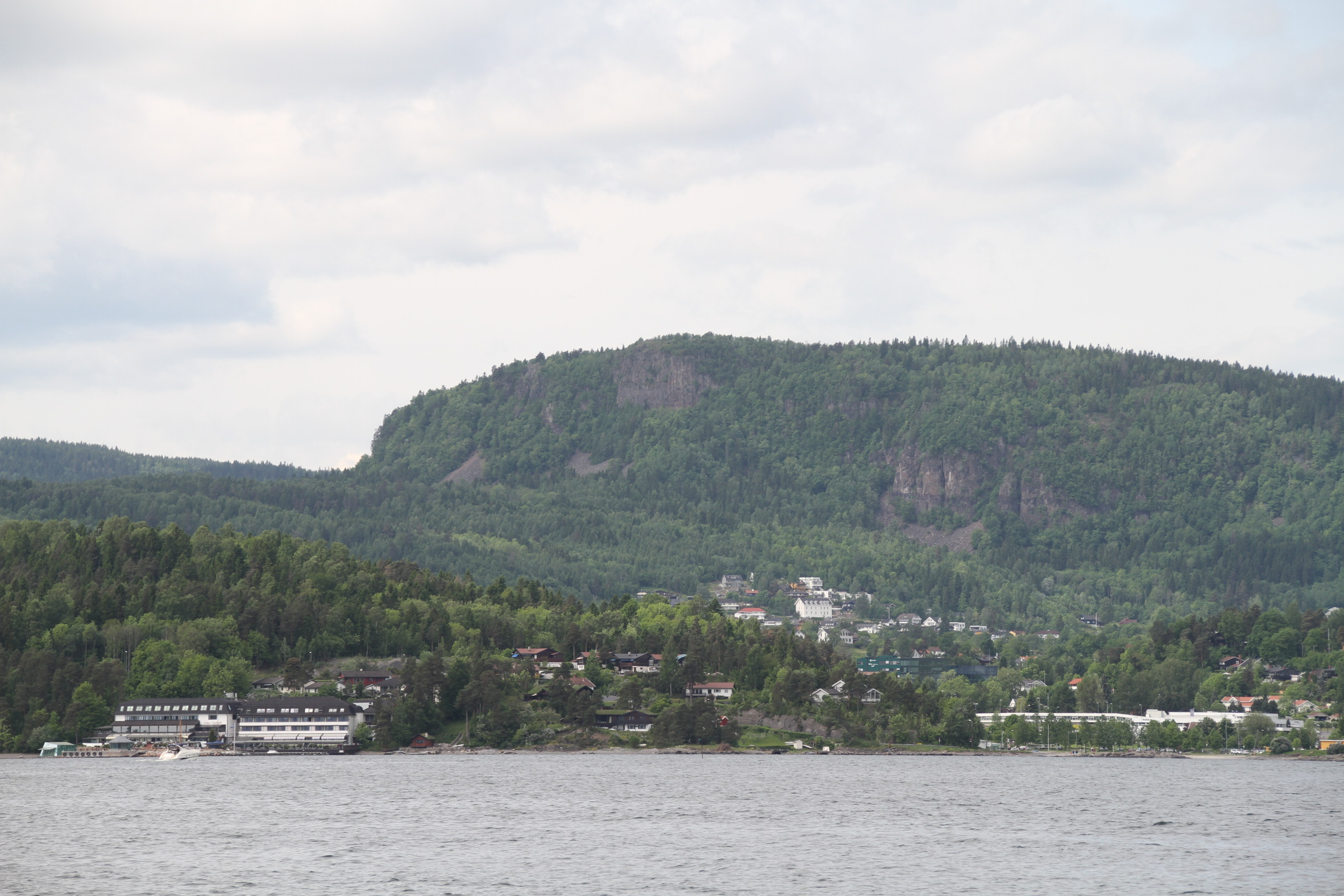
Blick vom Oslofjord auf den Skaugumsåsen

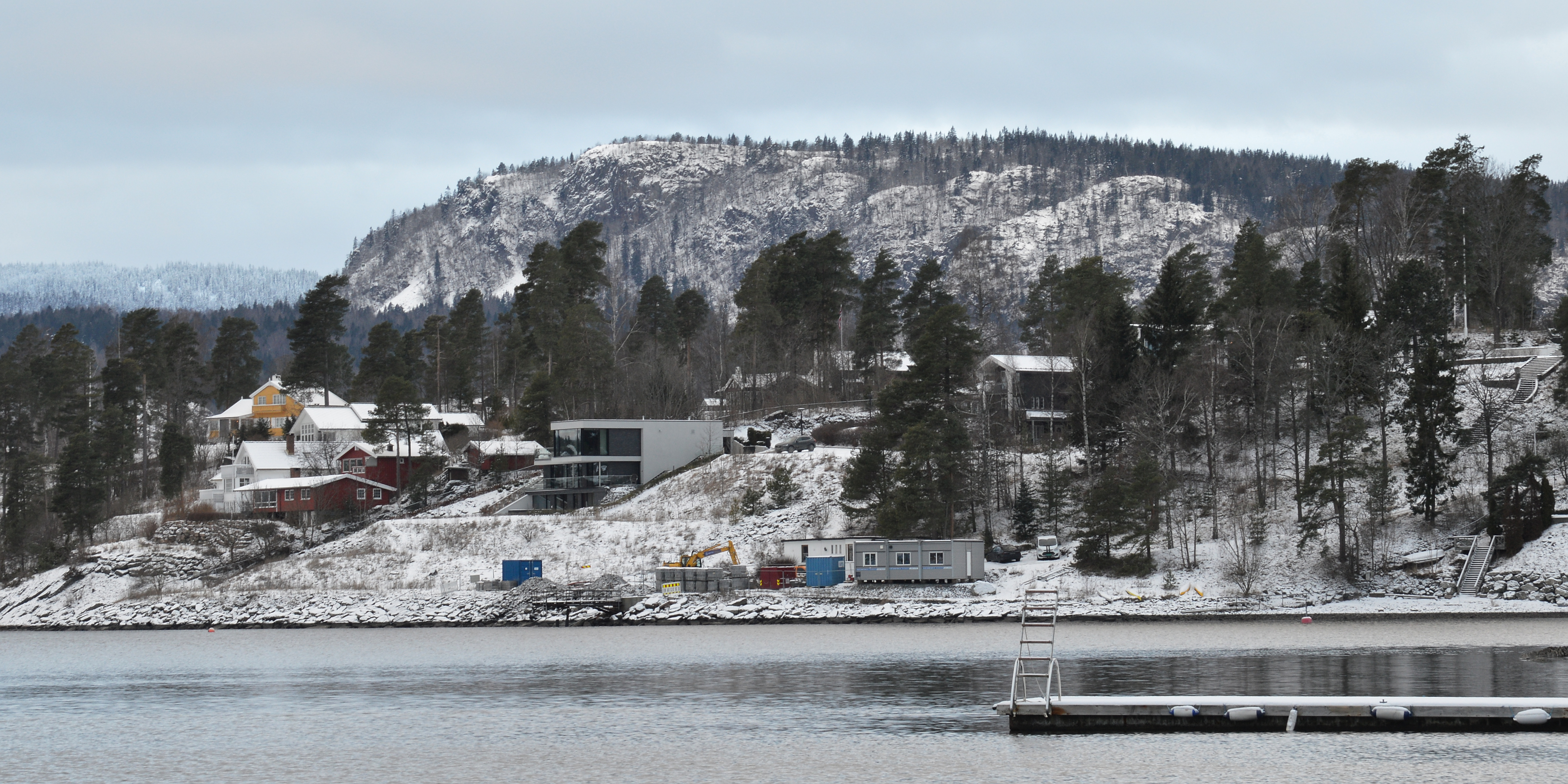
Der Skaugumsåsen im Winter

Skaugumsåsen ist ein etwa 350 m hoher Bergrücken auf dem Gebiet der norwegischen Kommune Asker, knapp 20 km westlich des Stadtzentrums von Oslo.
Er dient als beliebter Aussichtspunkt in der Region und bietet einen spektakulären Blick auf die Landschaft von Akershus und den keine 4 km entfernten Oslofjord. Viele Wege führen zu dem in 349 m Höhe liegenden Aussichtspunkt. Etwas weiter nördlich befindet sich die höchste Stelle mit 350,3 m.
Es gibt auch einen Rundwanderweg von 8,4 km Länge, der zu Fuß oder mit dem Fahrrad genutzt werden kann. Naturgemäß ist die Zeit zwischen April und Oktober am besten geeignet.
Unterhalb des Skaugumsåsen liegt das Gut Skaugum, die Residenz des norwegischen Kronprinzenpaars, Haakon und Mette-Marit von Norwegen. Es ist nicht öffentlich zugänglich.